# Amabie

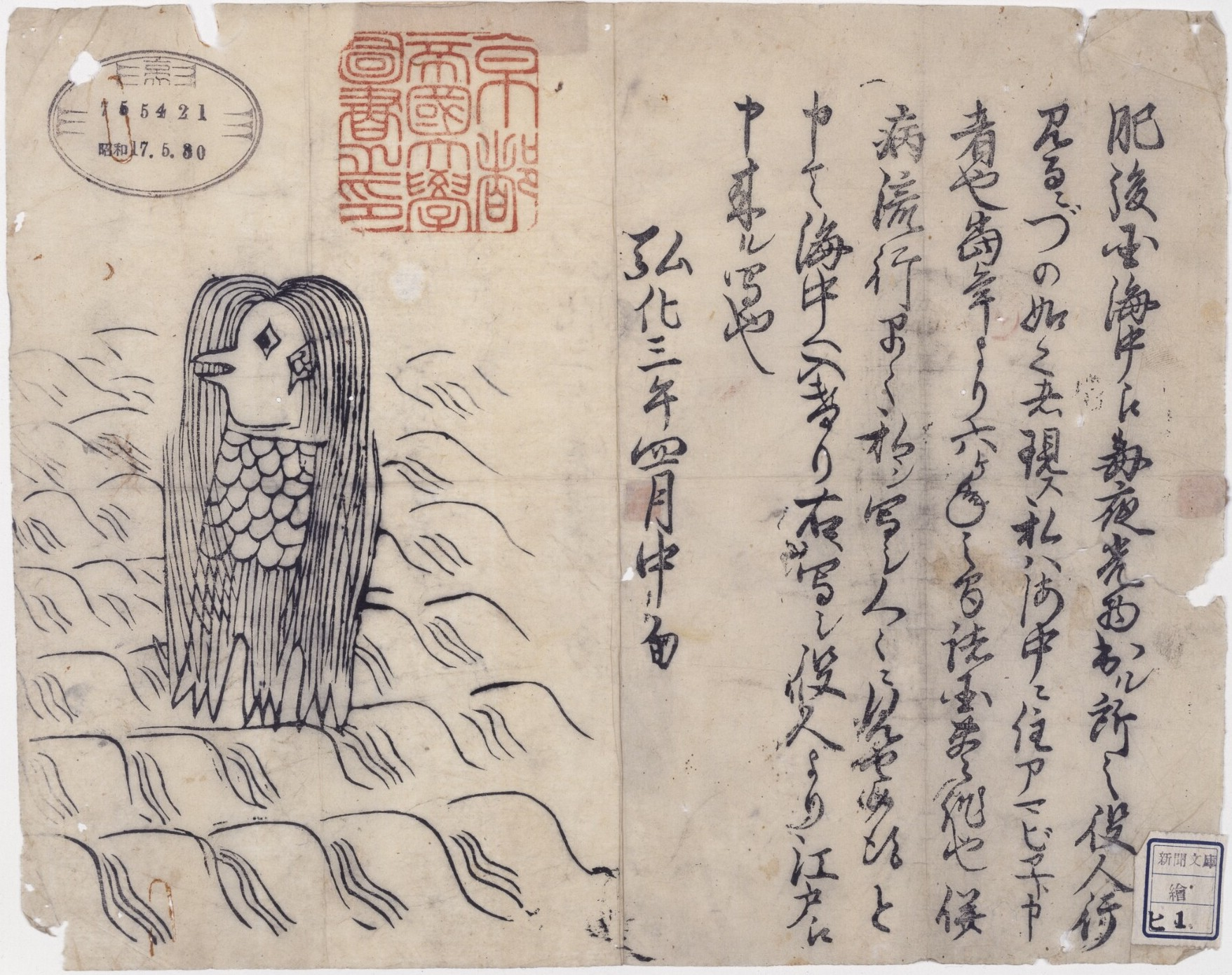
Amabia fametszeten (a késő Edo időszakból)

Az amabie egy olyan legendás japán háromlábú sellő, mely állítólag azért tűnik elő a tengerből, hogy bőséges termést, vagy épp járványt jövendöljön. Egy amabiko  (アマビコ, 海彦, 尼彦, 天日子, 天彦, あま彦) nevezetű teremtmény variánsa, amely amahikonyúdo (尼彦入道) és arie (アリエ) néven is ismert. Általában majmokra, madarakra emlékeztető ábrázolásuk, de előfordul olyan is, aminek nincs törzse.

## Legenda
A legenda szerint az Edo-kor Kóka uralkodási korszakának negyedik holdhónapjában feltűnt egy. Éjjelente egy tengerbe világító tárgyra lettek figyelmesek. A város tisztviselői lementek a partra megvizsgálni a jelenséget, és egy amabiet találtak. Az egyik szemtanú megörökítette külsejét egy rajzban: hosszú haja, csőrszerű szája és három lába volt, emellett nyaktól lefelé pikkely borította. A hivatalnokot megszólította, majd  amabieként  mutatkozott be, és tudtára adta, hogy a nyílt tengeren él. Ezután így jövendölt: Még hat évig bő termésetek lesz, ha pedig járvány tör ki, mutassatok meg nekem egy, a betegekről készült képet, és azok meg fognak gyógyulni. A prófécia után visszatért a tengerbe. A történet a kavarabanban látott napvilágot, melyben a teremtmény portréja is megjelent. Így terjedt el Japánban.

## Amabiko fajták
Csak egyetlen egy olyan feljegyzés van, amiben az amabie próféciájának jelentése bizonytalan. Feltehetőleg egy amabiko utánzata, ami eredetileg egy olyan jókai, melyet az amabievel megegyezőnek vélhetünk. Az amabiehez hasonlóan több lábbal rendelkező lény, mely a haláltól és betegségtől oltalmaz. Legalább kilenc feljegyzés van róluk, ebből négy a Higo-tartományban való megjelenésükről, egy a szomszédos Hjuga-tartományi Amabiko Nyúdoról  (尼彦入道 "az amahiko szerzetes") ír. Kettő az Ecsigo-tartományban él északon, a maradék délen csoportosul.
Törzs nélküliek: Egy illusztrált kézirat szerint Ecsigoban találkoztak eggyel 1844-ben. A leírás szerint egy fejből áll, melyből három végtag nő ki, törzse nincs. Teljes testét rövid szőr fedi, arcát is beleértve, emberi fülekkel, kerek szemekkel és enyhén kiugró szájjal. A teremtmény a japán népesség 70%-ának kipusztulását jövendölte meg, amit a képek segítségével akadályoztak meg.
Majomszerűek: Higo-tartomány amabikoja meg van örökítve egy neves jókaikutató, Kóicsi Jumoto festményén. A történet szerint Sibata Hikozaemon este majmok hangját hallotta, ezért elkezdte kutatni annak forrását, így akadt rá a lényre. Ezt a legendát több tömeggyártott amabiko festménnyel is kapcsolatba hozták.
Amabiko-no-mikoto: Más néven  (天日子の尊 a szent Amabiko). A Tokió Nicsinicsi sinbun 1875 augusztus 8-án megjelent száma szerint Juzawa (Niigata) rizsföldjein bukkantak rá. Megjelenése a daruma babára emlékeztető, csupasz és négylábú, rokonaival ellenben nem a tengerben él, és az Istenek szolgájaként munkálkodik, mint azt titulusa is mutatja.
Arie: A Kófu Nicsinicsi sinbun 1876-os száma szerint egy hasonló teremtményt láttak Aotori-kóriban, Higo-tartományban.

## Más, hasonló jókaiok
A jamavarava (山童 hegyi gyermek) Amakusza népi hiedelmei szerint a hegyeket kísérti. Bár nem a tengerből jött, de prófétálásuk miatt egy típusba sorolhatóak.
Ezen kívül vannak még más, prófétálásra képes jókaiok is, mint a kudan, a dzsindzsahime, a hónen game (豊年亀) és a teknőshölgy.
Egy hagyomány nyugaton minden tengeri lénynek jövendőmondó képességeket tulajdonít, és nincs is hiány ezekhez fűződő európai legendákból. Ebből az okból az amabiet egy külön sellőtípusnak tartják, bizonyos területeken, viszont inkább istenségnek számítanak gyógyító erejük miatt, mintsem egyszerű sellőknek.

## Bibliográfia
- Murakami, Kenji (村上健司), ed. (1999), Yōkai jiten, 毎日新聞社, pp. 23–24, ISBN 4-620-31428-5
- Nagano, Eishun (長野栄俊) (2005), "Yogenjū amabiko—amabiko wo tegakari ni", Jakuetsu kyōdoshi kenkyū (若越郷土研究) 49 (2):  1–30, <http://crf.flib.u-fukui.ac.jp/dspace/bitstream/10461/19948/1/JE49(2)279-1_nagano.pdf>. Hozzáférés ideje: 2016-06-28 Archiválva 2016. augusztus 16-i dátummal a Wayback Machine-ben
- Yumoto, Kōichi (湯本豪一). Nihon genjū zukan. Kawaide Shobo (2005). ISBN 978-4-309-22431-2 (japánul)
- Yumoto, Kōichi (湯本豪一). Meiji yōkai shimbun. Kashiwa Shobo, 196–198. o. (1999). ISBN 978-4-7601-1785-7 (japánul)

## Fordítás
- Ez a szócikk részben vagy egészben  az   Amabie című angol Wikipédia-szócikk ezen változatának fordításán alapul.  Az eredeti cikk szerkesztőit annak laptörténete sorolja fel. Ez a jelzés csupán a megfogalmazás eredetét és a szerzői jogokat jelzi, nem szolgál a cikkben szereplő információk forrásmegjelöléseként.